# Thierry Paulin
Thierry Paulin (28 de noviembre de 1963 - 16 de abril de 1989) llamado posteriormente la bestia de París y el monstruo de Montmartre fue un asesino en serie francés en la década de 1980.

## Biografía

### Niñez y adolescencia
Paulin nació en Fort-de-France, Martinica. Su padre viajó a Francia después de su nacimiento, dejando atrás a Paulin y a su madre. Como su madre no era más que una adolescente en ese entonces, Paulin fue criado en Martinica por su abuela paterna. La abuela, dueña de un restaurante, supuestamente prestaba poca atención a su nieto. A la edad de diez años, Paulin comenzó a vivir con su madre, quien se había vuelto a casar, tratando de adaptarse a sus medias hermanas y hermanos. 
Poco a poco se empezó a notar el comportamiento errático y violento de Paulin frente a otros niños por lo que finalmente, su padre decidió llevárselo con él a Toulouse, Francia y así dejar de seguir pagando una pensión alimenticia.
Como estudiante de raza mestiza entre pares blancos, Paulin tenía pocos amigos, y se desempeñaba pobremente en la escuela, fallando en los exámenes. A los 17 años, decidió entrar al servicio militar, uniéndose a las tropas paracaidistas. Sin embargo, sus compañeros lo despreciaban por su raza y su homosexualidad.
El 14 de noviembre de 1982, le robó a una anciana en su tienda, amenazándola con un cuchillo. Sin embargo, como fue rápidamente reconocido por la dueña de la tienda, Paulin fue arrestado. En junio de 1983, fue sentenciado a dos años a prisión, pero la sentencia fue suspendida (avec sursis), permitiendo a Paulin estar en libertad.

### De Toulouse a París
En 1984, después de dejar el ejército, Paulin se enteró de que su madre y su familia ahora vivían en Nanterre, un suburbio al norte de París. Fue allí a vivir con ellos, pero su relación era hostil.
Paulin se hizo camarero en Paradis Latin, un club nocturno famoso por sus espectáculos de travestis. Allí, comenzó una carrera como artista, vestido y cantando canciones de su cantante favorita, Eartha Kitt. Su madre fue invitada a ver la actuación de su hijo, pero dejó el club pocos segundos después que comenzó la actuación.
El evento más importante que le ocurrió a Paulin en Paradis Latin fue conocer a Jean-Thierry Mathurin. Mathurin de 19 años de edad nació en la Guayana Francesa, y era un adicto a las drogas. Paulin se enamoró de él y pronto se hicieron amantes. Paulin también era adicto, pero menos grave, y también vendía drogas.
El 5 de octubre de 1984, dos mujeres mayores fueron asaltadas en París. Germaine Petitot, de 91 años, sobrevivió pero quedó demasiada traumatizada para dar detalles de los criminales. Anna Barbier-Ponthus, de 83 años, murió poco después de ser golpeada y asfixiada con una almohada. Su asesino le robó 300 francos (unos 50 dólares).
En octubre-noviembre de 1984, ocho mujeres ancianas fueron asesinadas, principalmente en el distrito 18 de París, pero también en distritos vecinos. La violencia de los crímenes era horrible; algunas de las víctimas tenían sus cabezas en bolsas de plástico, algunas eran golpeadas hasta la muerte, y una de ellas fue obligada a beber limpiador de desagües. En todos los casos, el motivo parece ser robo. Algunos informes dicen que Paulin señalaba a las mujeres que parecían desagradables u hostiles cuando él hablaba con ellas, mientras que Paulin le dijo a la policía que "Sólo abordé a las más débiles."
Al mismo tiempo, Paulin y Mathurin llevaban un estilo de vida extravagante, pasando sus noches bailando, bebiendo champaña, y aspirando cocaína. A finales de noviembre, decidieron ir a Toulouse para quedarse unos meses en la casa del padre de Paulin. Pero el anciano Paulin era incapaz de aceptar el amante de su hijo, y siguieron peleas violentas, terminando cuando Paulin y Mathurin se separaron. Mathurin regresó a París, mientras que Paulin trató de comenzar su propia firma de artistas travestis, un plan que falló en otoño de 1985.

### La segunda ola de asesinatos
Desde el 20 de diciembre de 1985 hasta el 14 de junio de 1986, ocho mujeres ancianas fueron asesinadas. La policía era incapaz de identificar al asesino, aunque los investigadores tuvieran algunas pistas. La policía determinó a través de pruebas de huellas digitales que el autor era el mismo individuo que cometió los asesinatos de 1984. Sin embargo, en los nuevos asesinatos, el asesino parecía actuar más rápido, con métodos menos crueles.
En el otoño de 1986, Paulin atacó a uno de sus distribuidores de cocaína con un bate de béisbol. El comerciante fue a la policía, y Paulin fue arrestado. Paulin fue sentenciado a 16 meses de prisión por el asalto, pasando un año en la prisión de Fresnes (Valle del Marne). Tras su liberación, Paulin conoció que era VIH-positivo.

### Captura y admisión de culpabilidad

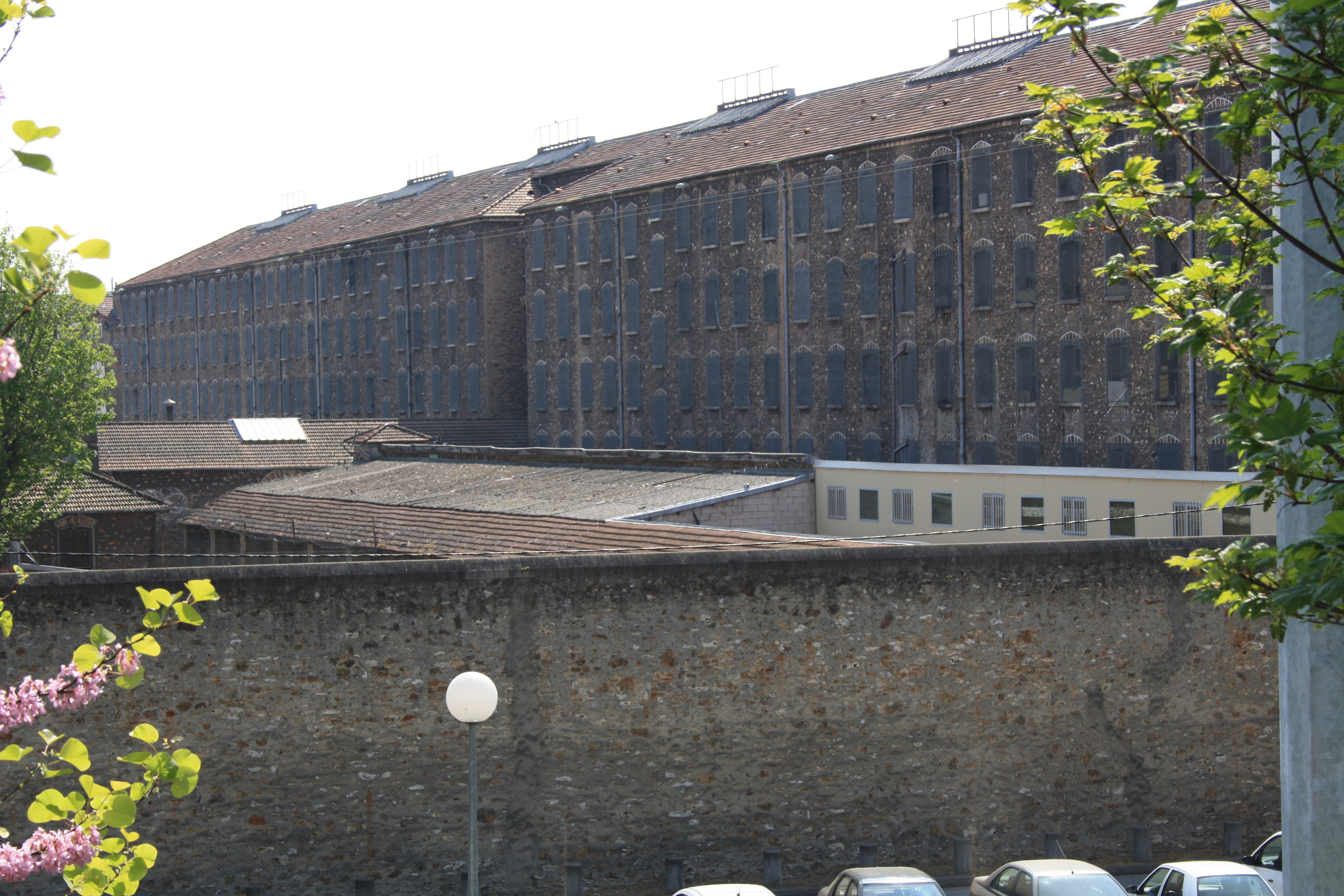
Prisión de Fresnes, Francia.

Considerando que el SIDA suponía una condena a muerte, Paulin organizó grandes fiestas, gastando mucho dinero y sin escatimar gastos. Pagó los gastos con tarjetas de crédito robadas, cheques y con el botín obtenido del robo de sus víctimas.
El 25 de noviembre de 1987, Paulin asesinó a Rachel Cohen, de 79 años. El mismo día atacó a una mujer de 87 años, Berthe Finalteri, a quien ahogó y dejó por muerta. Dos días después, estranguló a Genevieve Germont, quien sería su última víctima.
Paulin celebraba su 24 cumpleaños, cuando la señora Finalteri se recuperó y fue capaz de describir a su atacante como "un métis d'une vingtaine d'année coiffée à la Carl Lewis, avec une boucle d'oreille gauche" (literalmente "un mestizo de unos veinte años, con cabello como Carl Lewis y una hebilla en su oreja izquierda). El 1 de diciembre, Paulin fue arrestado mientras caminaba por la calle cuando un inspector de policía, Francis Jacob, lo reconoció por la descripción de Finalteri. Después de dos días en custodia, Paulin admitió todo, incluyendo su involucración con Mathurin. Acusado de 18 asesinatos (aunque él se atribuyó la responsabilidad de 21), fue enviado a prisión en espera de juicio.
A principios de 1988, Paulin cayó enfermo por los efectos del SIDA. En un año fue hospitalizado en un estado de parálisis casi total, sufriendo de tuberculosis y meningitis. Murió durante la noche del 16 de abril de 1989, en el hospital de la prisión de Fresnes.
Mathurin fue juzgado por los primeros nueve ataques y asesinatos, y fue condenado a cadena perpetua, además de 18 años sin libertad condicional. Fue encarcelado hasta enero de 2009. Técnicamente, Thierry Paulin no llegó a ser condenado por los asesinatos que se le imputaban.